# كلود روبرت كلونينجر
كلود روبرت كلونينجر (من مواليد 4 أبريل 1944) طبيب نفسي وعالم وراثة أمريكي معروف بأبحاثه حول الأساس البيولوجي والنفسي والاجتماعي والروحي لكل من الصحة العقلية والأمراض العقلية. شغل سابقًا منصب أستاذ والاس رينارد للطب النفسي، وعمل أستاذًا لعلم النفس وعلم الوراثة، ومديرًا لمركز سانسون العائلي للرفاهية النفسية في جامعة واشنطن في سانت لويس. يعد كلونينجر عضوًا في برامج علم الوراثة التطوري والعصبي والإحصائي في قسم البيولوجيا والعلوم الطبية الحيوية في جامعة واشنطن، ويُعترف به خبيرًا سريريًا في علاج الأمراض النفسية العامة وإدمان المخدرات واضطرابات الشخصية. يعمل الطبيب كلونينجر حاليًا أستاذًا فخريًا.
يشتهر كلونينجر بأبحاثه في علم الوراثة وعلم الأعصاب وتطور الشخصية واضطرابات الشخصية. حدد ووصف سمات الشخصية الموروثة التي تنبئ بقابلية إدمان الكحول والإصابة بالاضطرابات النفسية الأخرى في الدراسات المستقبلية للمتبنين الذين نشأوا بعيدًا عن والديهم البيولوجيين. أجرى كلونينجر أيضًا أول دراسة ترابط جينومي كامل لسمات الشخصية الطبيعية، وطور أداتين مستخدمتين على نطاق واسع لتقييم الشخصية: استبيان الشخصية ثلاثي الأبعاد واختبار الحالة المزاجية ومخزون الشخصية.
في عام 2004، نشر كتاب فيلينغ غود: ذا ساينس أوف ويل بيينغ. يعمل كلونينجر مديرًا لمعهد أنثروبيديا، وهو فرع الأبحاث في مؤسسة أنثروبيديا. بالتعاون مع هذه المؤسسة، ساعد في تطوير سلسلة نو يورسيلف دي في دي.
حصل كلونينجر على جوائز إنجازات مدى الحياة من العديد من الجمعيات الأكاديمية والطبية، وهو عضو في معهد الطب التابع للأكاديمية الوطنية للعلوم. ألف أو ساعد في تأليف تسعة كتب وأكثر من أربعمئة وخمسين مقالة، وهو طبيب نفسي وعالم نفس معترف به من قبل معهد المعلومات العلمية. شغل منصب محرر في مجموعة من الدوريات، بما في ذلك بيهيفيورال جينيتيكس وأميريكان جورنال أوف هيومان جينيتيكس وأركايفز أوف جينيرال سايكايتري وكومبريهينسيف سايكايتري ومينز سانا مونوغرافز.

## دراسته وبحثه المبكر
ولد كلونينجر في بومونت في ولاية تكساس عام 1944. كان والده موريس كلونينجر مدرسًا للغة الإنجليزية ورجل أعمال سابق، وكانت والدته كونسيتا ممثلة سابقة أخرجت أعمال مسرح المجتمع المحلي. التحق بجامعة تكساس في أوستن من عام 1962 حتى عام 1966 في برنامج الشرف الثاني للخطة 2. بالإضافة إلى دراسات ما قبل الطب، درس الفلسفة والأنثروبولوجيا الثقافية وعلم النفس، التي نال فيها مرتبة الشرف.
التحق كلونينجر بكلية الطب البحثية المكثفة في جامعة واشنطن في سانت لويس من عام 1966 حتى عام 1970، وبقي في الكلية هناك طوال حياته المهنية. بالإضافة إلى التدريب الطبي المنتظم، حصل على زمالة بحثية في الطب الوقائي والصحة العامة. بدأ بحثه في الطب النفسي عام 1969 تحت إشراف صموئيل غوز. أراد كلونينجر أن يفهم سبب وجود اضطراب الشخصية المعادية للمجتمع وإدمان المخدرات واضطراب الجسدنة معًا لدى الفرد نفسه وضمن العائلة نفسها. أدى هذا السؤال إلى دراسات طولية للأفراد الذين يعانون من أي من هذه الاضطرابات ومن ثم دراسات الأسرة والتبني.

## عمله

### دراسة التبني في ستوكهولم
أسفرت الحاجة إلى بيانات أفضل حول تجارب الفصل عن تعاون طويل الأمد بين كلونينجر ومايكل بومان، وهو رئيس قسم الطب النفسي للأطفال في جامعة أوميو في السويد. كان بومان قد قرأ بعضًا من أوراق كلونينجر حول تحليل تجارب الفصل وطلب مساعدة كلونينجر في بحثه الخاص. لعدة سنوات، كان بومان يدرس سلوك مجموعة كبيرة من الأطفال المولودين في ستوكهولم. فُصل الأطفال عن والديهم البيولوجيين عند الولادة وتربيتهم في منازل بالتبني. تم توفير بيانات شاملة حول تعاطي الكحول والإجرام وحالات الاعتداء الجسدي والنفسي المُبلغة لدى لأطباء في السويد بفضل السجلات الصحية والاجتماعية الواسعة لجميع السكان في البلاد. طور كلونينجر طرقًا لما سماه تحليل «التربية المتقاطعة». دُرست المعلومات حول الخلفية الجينية للمتبنين من خلال جمع بيانات عن والديهم البيولوجيين. دُرست المعلومات حول بيئتهم التربوية من خلال جمع بيانات عن والديهم بالتبني وبيئتهم المنزلية. سمح ذلك بدراسة المساهمات المستقلة للخلفيات الجينية والبيئية بشكل مستقل وجماعي ضمن عينة من آلاف المتبنين. أصبحت أول ورقة بحثية مشتركة لهما حول تحليل التربية المتقاطعة لوراثة إدمان الكحول لدى الرجال بمثابة مرجع كلاسيكي علمي معتمد من قبل معهد المعلومات العلمية، إذ أقنعت معظم العلماء أن قابلية الإدمان على الكحول تحمل عنصرًا وراثيًا جزئيًا.
ميز كل من كلونينجر وبومان وسورين سيغفاردسون نمطين فرعيين لإدمان الكحول يختلفان في سماتهما السريرية ونمط وراثتهما: النمط 1 المرتبط بالميول إلى القلق وفقدان السيطرة على استهلاك الكحول بعد سن الـ25؛ والنمط 2، المرتبط بالاندفاعية والسلوك المعادي للمجتمع قبل سن الـ25. اقترح كلونينجر أن الاختلافات بين هاتين المجموعتين من الأفراد تُفسر من خلال سمات الشخصية التي لوحظت في الطفولة، قبل بدء استهلاك الكحول بوقت طويل. أكد ذلك بتقييم شخصية الأولاد عندما كانوا في الصف الرابع، أي قرابة سن العاشرة، بناءً على مقابلات مفصلة مع معلميهم ودون أي معرفة بدرجة استهلاكهم للكحول بعد البلوغ. استندت تقييمات كلونينجر إلى نموذجه ثلاثي الأبعاد لتقييم المزاج. ساعد نموذج الشخصية أيضًا الفريق على فهم النتائج الأخرى التي حصلوا عليها حول وراثة السلوك الإجرامي والجسدنة (أي شكاوى الاعتداءات الجسدية) والقلق والاضطرابات الاكتئابية. تم تأكيد النتائج الأصلية لاحقًا من خلال دراسة تكرارية باستخدام نفس الأساليب التي أجريت في غوتنبرغ في السويد. بشكل عام، قدمت دراسات التبني هذه أدلة قوية على مساهمة كل من التأثيرات الجينية والبيئية على قابلية إدمان الكحول والجسدنة والإجرام والقلق والاضطرابات الاكتئابية. قبل هذا البحث، لم يكن عامة الأفراد يعرفون أبدًا أن العوامل الوراثية والبيئية تلعب دورًا في هذه الحالات.